# Реставрація Сьова
Реставрація Сьова (яп. 昭和維新, Shōwa Ishin) — гасло, висунуте японським письменником Кіта Іккі в 1930-х з метою відновлення влади щойно зведеного на престол японського імператора Хірохіто та скасування ліберальної демократії Тайсьо. Цілі "Реставрації Сьова" були подібні до Реставрації Мейдзі, оскільки групи, які її передбачали, уявляли собі невелику групу кваліфікованих людей, що підтримували сильного імператора. Товариство сакури передбачало таку реставрацію.
Інцидент 26 лютого був спробою його здійснити, зазнав значної невдачі, оскільки заколотники не змогли забезпечити підтримку імператора. Головні змовники здалися в надії на те, щоб їх суд просунув справу, надії, які були зірвані таємно проведеними судами.
Хоча всі подібні спроби зазнали невдачі, це був перший крок на шляху підйому японського мілітаризму.